# Индо-партско царство
Индо-партско царство е антична държава възникнала след като през 1 век пр.н.е. партите започват да си проправят път в източните територии, заемани от индо-скитите и тохарите юечжи.
Те завладяват цяла Бактрия и значителни територии в Северна Индия и воюват с местни владетели като гръко-бактрийския Гермей и кушанския Куджула Кадфиз в Гандхара. Около 20 г. пр.н.е. Гондофар I, управител на Сакастан, и васал на скитите саки, след смъртта на царя им Азес I завладява голяма част от царството – Аркозия, Сакастан (съвр. Систан) Синдх, Кабул и Пенджаб, но без източната част и става един от партските завоеватели. Обособява се от Партското царство обявява се за император и установява отделно Индо-партското царство в завладените територии. Столицата му почти през цялото време на съществуването му е Таксила и едва към края е премествана в Кабул. По време на царството много от скитската и друга аристокрация остават на власт, включително бившият управляващ скитски род, но те полагат клетва за вярност. След смъртта на основателя държавата започва да се разпада и последните от 6-и ѝ царе управляват само Сакастан и Кандахар. Завоювано е от Кушаните преди 100 г. сл. Хр., но има благородници запазили позициите си.